# Kandhkot
Kandhkot (Urdu كندھ كوٹ) ist eine Stadt innerhalb des Distrikts Kashmore in der Provinz Sindh in Pakistan. Die Stadt befindet sich im Norden von Sindh.

## Bevölkerungsentwicklung
| Zensusjahr | Einwohnerzahl |
| ---------- | ------------- |
| 1972       | 21.946        |
| 1981       | 31.948        |
| 1998       | 67.566        |
| 2017       | 100.698       |